# 小金井市立緑中学校
小金井市立緑中学校（こがねいしりつ みどり ちゅうがっこう）は、東京都小金井市緑町二丁目にある市立中学校。
毎年10月には、BIG貼り絵の発表と合唱コンクールを2日間にわたって行う文化発表会を開いている。BIG貼り絵は全校生徒の共同制作の作品として作り、体育館のステージの後ろに貼って、文化発表会のシンボルとしている。

## 沿革
- 1972年 - 開校
- 1973年 - 校歌制定
- 1980年 - 校庭改修工事完了
- 1990年 - 東京都学校給食会会長賞受賞
- 1995年 - 東京都ボランティア推進モデル校指定
- 2003年 - 第70回NHK全国学校音楽コンクール全国大会金賞受賞（課題曲・白いページ　自由曲・白鳥より「露営のともしび」）
- 2006年 - 校舎北側に移動式ネットフェンスを設置
- 2008年～2009年 - 小金井市教育委員会学力向上推進校指定
- 2010年～2011年 - 都教委人権尊重教育推進校指定
- 2022年 - 開校50周年を迎える

## 制服

### 冬服
- 男女ともに紺色のブレザーを着用している。

### 夏服
- 上は白のYシャツ、もしくはポロシャツを着用し、下は生地の薄いスラックス及びスカートを着用する。

### 正装
- 始業式、終業式、その他の行事の際は緑色のネクタイを着用する。（冬服時のみ）
- ネクタイはオリーブグリーンで、ワンタッチ式を採用している。

## 部活動
- サッカー部
- 卓球部
- 水泳部
- 男子硬式テニス部
- 女子硬式テニス部
- 男子バスケットボール部
- 女子バスケットボール部
- 女子バレーボール部

- 弦楽部
- 合唱部
- 家庭科部
- 茶道部
- ロボット工作部
- かるた部
- 野菜部

## 出身者
- 生稲晃子（女優、政治家）
- 中山美穂（女優、中学3年の途中まで）
- 和田政宗（元NHKアナウンサー、政治家）
- 黒木桃子（モデル、歌手。現：ESIE）
- 岡本啓太（unicycle dio）
- 友寄蓮（女優）